# پیرمین زوربریگن
پیرمین زوربریگن (انگلیسی: Pirmin Zurbriggen؛ زادهٔ ۴ فوریهٔ ۱۹۶۳) اسکی‌باز آلپاین اهل سوئیس بود.